# عبد التواب يوسف
عبدِ التَّوَّاب يوسف أحمد يوسف أديب ومُؤلف مصري ومترجم وناشر للمطبوعات الصادرة في المدرسة والجامعة، وُلد في قرية شنرا بمدينة الفشن بمحافظة بني سويف في مصر في 1 أكتوبر عام 1928. حصل على بكالوريوس علوم سياسية من جامعة القاهرة. ثم عمل مشرفًا على برامج الإذاعة المدرسية بوزارة التربية، بعد تخرجه في الجامعة، ثم رأس قسم الصحافة والإذاعة والتليفزيون بهما؛ إلى أن تفرغ للكتابة للأطفال منذ عام 1975. هو صاحب فكرة إصدار أول مجلة إسلامية للأطفال تحت اسم الفردوس عام 1969، وهو من أقام أول مؤتمر لثقافة الطفل عام 1970. وأنشأ جمعية ثقافة الأطفال، كما إنه أول من قدم عملًا إذاعيًا للأطفال. وتخصص في أدب الأطفل واحتل مكانة بارزة في هذا المضمار، وعُد واحدًا من أبرز رواد أدب الأطفال والمؤلفين ذوي الإنتاج الأدبي القياسي في الوطن العربي في القرنين العشرين والحادي والعشرين. ألف 595 كتابًا للأطفال، تم طباعتهم في مصر؛ و125 كتابًا للأطفال، تم طباعتها في البلاد العربية؛ و40 كتابًا للكبار؛ إضافة إلى كتابين عن حياة محمد في عشرين قصة، حيث طُبع منه 7 مليون نسخة؛ إضافة إلى خيال الحقل والذي طُبع منه 3 مليون نسخة. ومن بين مؤلفاته حكايات شهرزاد وحكايات غير شعبية جدًا والساعة الضائعة وحوار أم شجار أم نقار وسحر النغم والقط المثقف وسلام الشجعان والكمبيوتر يحلل شخصية جدو. وفي سلسلة هيا بنا صدرت له ثمانية كتب تشمل رحلات تعريفية للأطفال في كل من باريس وروما ولندن وبرلين ومدريد وجنيف وصوفيا وستوكهولم. وفي سلسلة معجزات الأنبياء صدرت له كتب تشمل معجزات الأنبياء، وفي سلسلة بطولات فلسطينية، صدر له هيئة الشهيدة الموهوبة وهنادي في مطعم الرعب ووفاء وحزام وسناء.. قفزة الشهادة وريم وخدعة العكازين.
اتسمت كتاباته بعذوبة الأسلوب ورصانته ودقة المعلومات. وقد تميز بثقافته الواسعة والحرص على تقديم كل ما هو مفيد. وطبعت من كتب عبد التواب حوالى 25 مليون نسخة بين مصر وبيروت والعراق والكويت وقطر ومسقط. وقد تُرجمت بعض كتبه إلى الإنجليزية والفرنسية والألمانية والفارسية والإندونيسية والصينية والماليزية. فيما ترجم يوسف أعمالًا للأطفال منها مولد الرسول في عيون أندرسون.. مشهد في القسطنطينية للكاتب والشاعر الدنماركي هانس كريستيان أندرسن.
ومن أبرز الجوائز التي حصل عليها جائزة معرض بولونيا الدولي لكتب الأطفال 2000 عن كتاب حياة محمد في عشرين قصة؛ جائزة الدولة في أدب الأطفال عام 1975؛ وجائزة الدولة التقديرية في ثقافة الطفل عام 1981؛ وجائزة الملك فيصل العالمية في الأدب العربي عام 1991؛ وجائزة القوات المسلحة عن أدب أكتوبر عام 1992؛ والجائزة الأولى في مسابقة أحسن كاتب للأطفال عام 1998؛ وجائزة سوزان مبارك في عامي 1999 و2000؛ مع وسام العلوم والفنون من الطبقة الأولى؛ جائزة الدولة التقديرية في أدب الأطفال عام 1981؛ ووسام الجمهورية من الطبقة الثانية؛ جائزة اليونسكو العالمية في محو الأمية عام 1975؛ والميدالية الذهبية من اتحاد الإذاعات العربية. وتُوفي يوم 28 سبتمبر 2015.

## حياته

### ولادته وطفولته وصباه

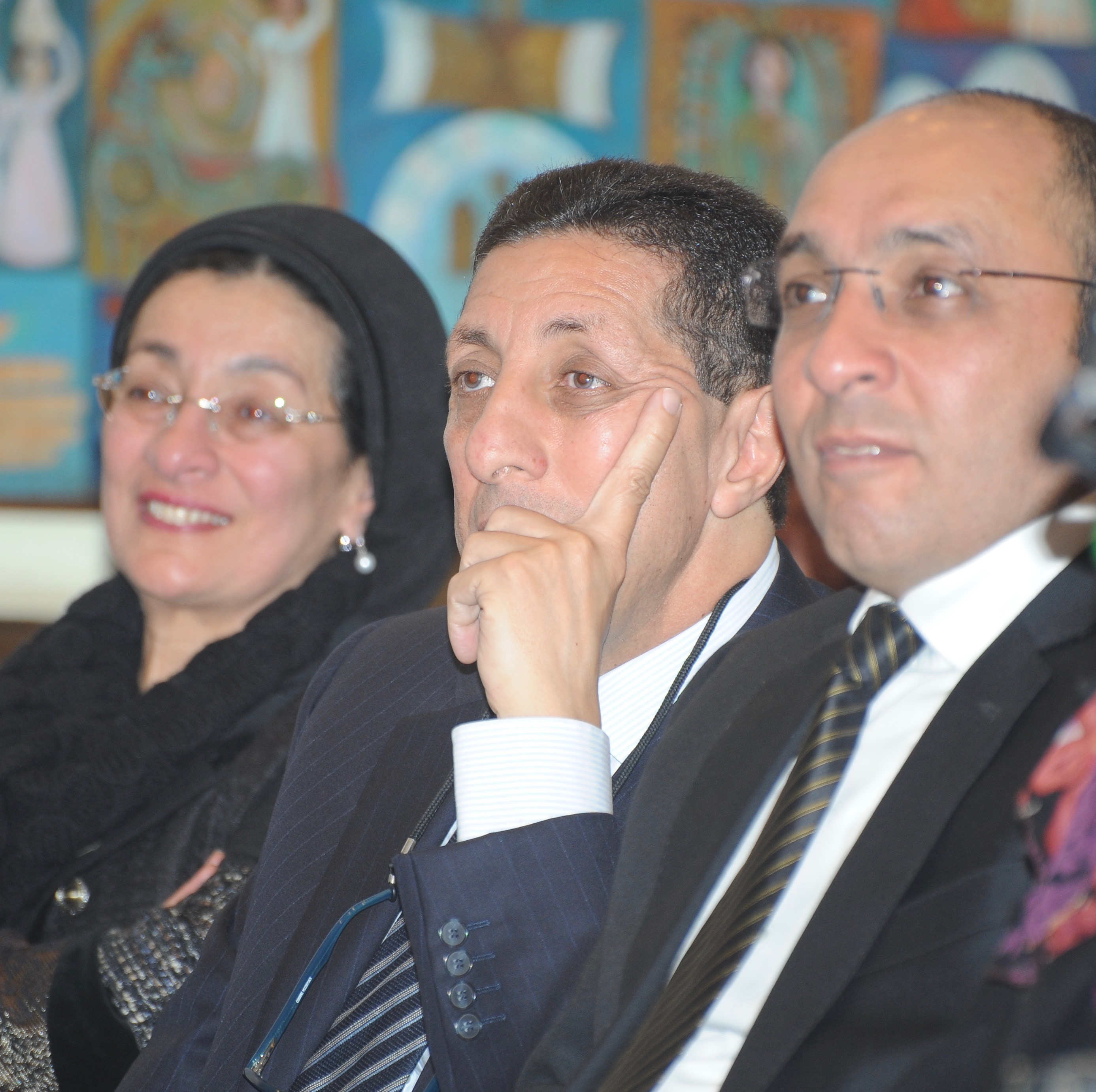
أبناء عبد التواب يوسف، من اليمين: عصام ثم هشام ثم لبنى.

وُلد عبد التواب يوسف بقرية شنرا بمدينة الفشن بمحافظة بني سويف في 1 أكتوبر عام 1928. تلقى تعليمه الابتدائي والثانوي في مدينة بني سويف. عاش طفولته في قرى مصر وعبَّر عن ذلك في قصصه وأعماله الإبداعية، حيث أنه كان يستأجر الروايات والكتب ليقرأها ثم يُعيد حكايتها على أصدقائه من الأطفال. وهو السبب الذي أدى إلى تفرده، لاحقًا، في طريقة كتابته للأطفال، حيث كان يتصور نفسه بين الأطفال ويتحدث إليهم، الأمر الذي يجعل القارئ مشاركًا بالتفكير والرأي في القصة التي يقرأها.
انتقل إلى القاهرة عام 1945 ليبدأ دراسته الجامعية في كلية الاقتصاد والعلوم السياسية بجامعة القاهرة حتى حصل على شهادة البكالوريوس عام 1949. وبعد ستة أشهر من تخرجه في يناير 1950، تُوفي والده، وهو الأمر الذي شكل تحديًا كبيرًا له في حياته، حيث قرر الانتقال إلى القاهرة مع والدته وشقيقاته الثلاثة، ما بين أعمار السادسة والعاشرة من عمرهن، للعيش وكسب العيش وتعليم شقيقاته. وحصل على الماجستير عام 1953.

### زواجه
في عام 1956، تزوج من نتيلة إبراهيم راشد، رئيسة تحرير مجلة سمير وكتب الهلال للأطفال سابقًا والحاصلة على جائزة الدولة في أدب الأطفال عام 1978 وعلي وسام العلوم والفنون من الطبقة الأولى. وأنجبا أولادهما الثلاثة لبنى عام 1957، وهي أستاذ بقسم اللغة الإنجليزية بكلية الآداب بجامعة القاهرة ووكيلة الكلية لشؤون الدراسات العليا؛ وهشام عام 1959، وهو دبلوماسي وكان المتحدث الرسمي ورئيس مكتب الأمين العام للجامعة العربية والآن هو رئيس وحدة الإغاثة في منظمة التعاون الاسلامى في جدة في المملكة العربية السعودية؛ وعصام عام 1965، حيث كان عضوًا منتدبًا للشركة المصرية الدولية لحماية البيئة ويعمل حاليًا كمدير عام لشركة مونتانا ستوديوز للإنتاج السينمائي، ومُؤلف روايتي ربع جرام عام 2008 واثنين ضباط عام 2014.

## سنوات العمل
كانت برامج الأطفال بالإذاعة هي نقطة البداية في حياته العملية، حيث اكسبته خبرة بالمجال الصوتي والسمعي، واجتهد في كتابة أعمال تجمع بين المتعة ومواكبة الظروف والأحداث والمناسبات، وكان هذا في عقد الستينات. أذيع له أول عمل للأطفال من خلال برنامج بابا شارو في 19 ديسمبر عام 1950. ومنذ ذلك الحين، قام بكتابة آلاف البرامج للأطفال، حيث قُدمت في كافة الإذاعات العربية. وعمل مشرفًا على برامج الإذاعة المدرسية بوزارة التربية والتعليم بعد تخرجه في الجامعة في الفترة من عام 1950 وحتى عام 1960. ثم ترأس قسم الصحافة والإذاعة والتليفزيون بهما في الفترة من عام 1960 وحتى عام 1971؛ ثم ترأس قسم الثقافة في الفترة من 1971 وحتى 1975. وفي مطلع السبعينات، كانت أولى رحلاته إلى العالم الخارجي إلى أوروبا، وفي هذه الرحلة تعرف على أبعاد جديدة في مجال أدب الأطفال، ثم زاد اهتمامه بالأبعاد الجديدة عندما أقيم معرض القاهرة الدولي للكتاب، والذي أتاح له التعرف على مختلف المدارس والاتجاهات التي تهتم بالطفل والكتابة له في مختلف مراحله العمرية. واختار أن يكتب في كل مجالات المعرفة مثل الجانب الديني، والقومي، والقيم الوطنية، والمحاولات التربوية، والعلم ومجالاته، واللغة العربية وعراقتها وقديمها وحديثها، والاتجاهات الإنسانية، الترويح والترفيه، والكتابة للطفل وعن الطفل والطفولة. إلى أن تفرغ للكتابة للأطفال منذ عام 1975، بعد تعطله لمدة خمس سنوات في العمل السياسي. وعلى الرغم مما كتبه عبد التواب عن الأطفال، إلا أنه يعتبر نفسه قارئًا أكثر من كونه كاتب، فقد صرح في أحد حواراته الصحفية، قائلًا: «أراني قارئًا أكثر مما أنا كاتب، وخلال أسفاري أقتنيت آلاف الكتب حتى أصبحت لدي مكتبة يقول من زارها من الإنجليز والأمريكيين إنها أكبر مكتبة للأطفال موجودة في بيت في العالم.» وقد تسببت كثرة كتب الأطفال التي اقتناها لأعظم كتاب الأطفال في العالم، في اضطرار يوسف إلى أن شراء شقة أودع بها 30 ألف كتاب للأطفال، وترك بمنزله 10 آلاف كتاب، وأودع في مكتبة ابنه 5 آلاف كتاب.
كان عبد التواب يوسف عضوًا في مجلس إدارة جمعية حماة اللغة العربية منذ إنشائها ولجنة ثقافة الأطفال بالمجلس الأعلى للثقافة منذ إنشائها، حيث كان نائب مقررها ولجنة الأسرة والطفل بالمجلس الأعلى للشؤون الإسلامية ومؤسس اتحاد كتاب مصر وعضو مجلس إدارة لمدة عشرين عامًا. وشغل منصب الأمين العام ثلاث سنوات وشهد ندوة الاتحاد الخاصة بأدب الأطفال في كل من دمشق وبغداد وبني غازي. ويُعد الكاتب صاحب أرقام قياسية في إنتاجه الأدبي حيث قدم 595 كتابًا للأطفال، طُبعت في مصر و125 كتابًا للأطفال، تم طباعتها في البلاد العربية و40 كتابًا للكبار.

## أسلوبه الأدبي
كان لقرائته في سن مبكرة دورًا كبيرًا ومؤثرًا في تشكيلة مرجعته، حيث قرأ في الفكر والأدب العالمي مما جعله يتجاوز سنه، ويُخرج هذا الذخر الأدبي، لاحقًا، في صورة أدب وقصص للأطفال، حيث عدَّ العناية بهذا النوع من الأدب بمثابة سمة حضارية تعني التعامل مع علم المستقبل والتخطيط له. يُعد الإنتاج الأدبي للكاتب بمثابة انعكاسًا لنشأته، فقد عاش يوسف طفولته في قرى مصر وتحدث عنها، وعبّر عن ذلك في أعماله الأدبية بشكل واضح، وكان يروى أنه في طفولته كان يستأجر الروايات والكتب ليقرأها ثم يعيد حكايتها على أصدقائه من الأطفال ما جعله حكاء وقصاص بارع.

أنيس منصور.

تفرد عبد التواب، بأسلوب ابتكره لنفسه في الكتابة للأطفال، ولم يسبقه إليه أحد، وهو أن يتصور نفسه بين الأطفال ويتحدث إليهم، الأمر الذي يجعل القارئ مشاركًا بالتفكير والرأي في القصة التي يقرأها. وقد لعب المناخ الأسري، الذي تربى فيه دورًا آخرًا في أسلوبه الأدبي، حيث نشأ في طبقة وسطى جعلت كتاباته تتأثر بالقصص الديني الذي قدمه في شكل أحاديث للأطفال. وارتأى عبد التواب أن افتقار بعض كتاب أدب الأطفال للإبداع هو العائق الذي يقف أمام كثرة الإنتاج الأدبي، فبعض الكتاب يكتفون بإعادة صياغة جديدة لحكايات قديمة وحسب.
اتخذ يوسف في الكتابة منهجًا مستقلًا، حيث أبرز التركيز على القيم الإسلامية وعمل على الدمج بين المعلومة العلمية والدينية في آن واحد. ويقول في ذلك: «منهجي في الكتابة للأطفال يبدأ بترسيخ العقيدة ثم تحبيب القرآن الكريم لهم، فحفظ الأطفال لآيات القرآن ترتقي بهم لأسلوب القرآن الراقي والمعجز. وقد ركزت في قصصي على الطيور والحيوانات التي ذُكرت في القرآن الكريم ومجموعها 30 طائرًا وحيوانًا. وبدأت بقصة عن الحوت فقلت أنا حوت يصل وزني إلى 75 طنًا، مع أن بيضتي لا يمكن أن تُرى بالعين المجردة».

### علاقته بأنيس منصور
في عام 2002، كتب يوسف رسالة إلى الراحل أنيس منصور يعرفه فيها بنفسه وبأدبه، ويلفت الانتباه إلى شخوصه الكارتونية ويصحح خطًأ ما وقع فيه. ونشر منصور رسالته في عموده مواقف، الذي كان يكتبه في الأهرام، ورد عليه قائلا: اعذرني يا أيها الصديق فأنا لست متابعًا تمامًا لكتب الأطفال وعالمهم، ففي أسرتنا أطفال أراهم بعض الوقت وأنشغل بهم لحظات. ويعود كل شيء إلى ما كان عليه، وأعود أنا إلى عالمي من الكتب والقراءة والتوالد المستمر لعلامات الاستفهام والتعجب التي تلتف وتطير حول دماغي وتفسد النوم والطعام وتشوشر البال وتطلق دخانًا أسودًا في عيني وطنينًا في أذني.

## إنتاجه الأدبي
أدرك عبد التواب، في وقت مبكر، أن الأطفال هم الأمل والباب الأوسع والطريق الأهم إلى مستقبل الأمة، فلم يتوانَ لحظة عن أن يقدم لهم حياته كاتبًا ومفكّرًا، حيث ترك إرثًا مليئًا بالأعمال الإبداعية في مجال أدب الطفل، حيث عُد من أبرز المعنيين بالكتابة عنه في الوطن العربي، الذين تركوا بصمات واضحة ومؤثرة فيما قدموه للأطفال. وأدرك عبد التواب أن التعرض للكتابة للطفل يتطلب وعيًا خاصًّا بالطفل وعالمه وطريقة تفكيره وفهمه لما يرى ويسمع من كلام وفهمه لدلالات الألفاظ ومستوى التراكيب اللغوية وما يطرب له ويقبل عليه وما ينفر منه. وقد اتسم كتابات الأديب بالتنوع، فاستلهم الفلكلور العالمي والتراث الديني والتاريخ العربي. كما وظف الثقافة العربية والبيئات العربية في إنتاجه. وقد أثرى المكتبة العربية بمجمل 951 عملًا أدبيًا؛ 595 كتابًا للأطفال تم طباعتهم في مصر؛ و125 كتابًا للأطفال تم طباعتها في البلاد العربية؛ و40 كتابًا للكبار؛ إضافة إلى كاتبين عن حياة محمد في عشرين قصة، حيث طُبع منه 7 مليون نسخة؛ إضافة إلى خيال الحقل والذي طُبع منه 3 مليون نسخة.
وبلغ مجموع الإنتاج الفكري للكاتب 1266 عملًا؛ وصدر في أشكال مختلفة، وتُمثل الكتب أكثر الأشكال حيث بلغ عددها 951 كتابًا بنسبة 75.1%، أي ما يزيد عن ثلاثة أرباع إنتاجه الفكري؛ ثم مقالاته بالدوريات والبالغ عددها 249 مقالة بنسبة قدرها 19.7%؛ ثم تأتي أعمال المؤتمرات في المرتبة الثالثة حيث تبلغ 66 بحثًا بنسبة 5.2%. وقد امتد عطاء الكاتب الفكري لأكثر من أربعين سنة، فقد صدر له أول كتاب الحذاء الأحمر عام 1962، وهو كتاب مترجم عن اللغة الإنجليزية، أما أول مؤلفاته وهو كتاب خيال المآته، فقد صدر عام 1969. وتُعد فترة التسعينيات، أخصب فترات الإنتاج في حياته؛ إذ شهدت أعلى إنتاجية له فقد نشر فيها 356 كتابًا بما يعادل 37.4% من الإنتاج. وتناول الإنتاج الأدبي له جميع قطاعات المعرفة البشرية، وقد شكل إنتاجه في مجالي الآداب والديانات ثلاثة أرباع الإنتاج الكلي من الكتب.

### من أبرز أعماله للكبار والصغار والأطفال
| العمل                                                     | الوصف | العام | ملاحظة |
| --------------------------------------------------------- | --- | ----- | ------ |
| رحلة القرآن الكريم من القلوب والصدور إلى المصاحف المكتوبة | يروي رحلة الآيات الكريمة الطويلة منذ نزلت متفرقة من السماء موحى بها منطوقة غير مكتوبة، فحفظت في الصدور حتى أصبحت مكتوبة مطبوعة بملايين النسخ، والكتاب مزين بالرسوم التوضيحية والمعلومات الصحيحة الموثوقة. | 2000  | [ 22 ] |
| قصص طريفة من الأحاديث الشريفة (7-12)                      | مجموعة من أقاصيص الأطفال عن الحيوانات الوارد ذكرها في الأحاديث النبوية الشريفة حول البقرة الحارثة والجمل الباكي والشاة الخائفة والعنزتان المتناطحتان والبعير الهارب والعصفور المريض، فيها التسلية والعظة والعبرة والمتعة والفائدة للكبار والصغار معًا. | 2000  | [ 23 ] |
| قصص طريفة من الأحاديث الشريفة (13-18)                     | تتضمن هذه المجموعة قصصًا طريفة من الأحاديث الشريفة، في الحلقات 13 -18 منها، وتحتوي على قصص تربوية خرجت رجالًا عظامًا، شيدوا حضارة تفخر بها الإنسانية، وتحافظ على القيم التي يوجه إليها الحديث النبوي الشريف، مع التبسيط، لتقريب الغايات التربوية العظيمة لنفوس الأطفال، مع إقناعهم بالرسومات الجميلة والألوان الزاهية. فيحكي في حديقة الخير قصة السحابة التي تؤمر بسقي حديقة رجل، يتصدق بثلث ما يخرج منها، ويأكل وعياله الثلث، ويرد فيها الثلث الأخير. ويبين حقيقة المفلس الذي تعطى حسناته لمن آذاهم ويبقى عليه دين، فيستوفى بإضافة أخطائهم إلى أخطائه. ويتحدث عن سجناء الغار الثلاثة الذين أطبقت عليهم الصخرة في الجبل، فدعوا الله بصالح أعمالهم فانفرجت ونجوا. ويجعل أبو الدحداح حديقتين لا يملك غيرهما قرضًا لله، وتمنع زوجته أبناءها من تناول ثمرها لأنهما صارتا حقًا لله، فيرضى عنهما سحانه. وينصح الرسول والدي الأسير المنتصر بترديد «لا حول ولا قوة إلا بالله العلي العظيم» فيتيسر لابنهما المتقي النجاة غانمًا من أعدائه مئة من الإبل. ويتحدث عن الأدب الرفيع في مجلس نبوي يختبر فيه الرسول ذكاء أصحابه، عن الشجرة التي هي كالمسلم لا يسقط ورقها وتؤتي أكلها كل حين بإذن ربها، ويحجم فتى عن الإجابة مع علمه بأنها النخلة، أدبًا مع من هم أكبر منه سنًا. | 2004  | [ 24 ] |
| سين وجيم                                                  | يتناول أسئلة كثيرة خطرت لذهن الطفل أحمد، فأجابه عنها جده، بإجابات مكتوبة موضحة بالصور المثيرة للدهشة والإعجاب. | 2003  | [ 25 ] |
| المدرسة الضاحكة (1 - 3)                                   | يتناول هذا الإصدار سلسلة جديدة موجهة للكبار والصغار معًا، ويأتي بموضوعات مألوفة يتناولها بطرائق مختلفة، قد تزعج الكبار، ولا ترضيهم. وتتألف السلسلة من ثلاثة أجزاء يقدم الأول تسقط المذاكرة طريقة مبتكرة لفهم الدروس والحصول على المعلومات بشكل مثير يبعد الملل عن الطلاب. ويعالج الثاني لا... للضرب عددًا من أنواع العقوبات المادية والمعنوية الصحيحة والمغلوطة التي تنزل بالطلاب، وما يتصل بها من قصص طريفة، يعرضها عرضًا مثيرًا. ويقدم الثالث استقالة تلميذة للتربويين، مقترحًا من أجل معالجة مشكلات التدريس والمقررات والعلاقة بين الطلاب وأساتذتهم وجفاف المواد وتقصير التلاميذ. | 2006  | [ 26 ] |
| البسملة (نور الإيمان)                                     | تتناول المعاني المستوحاة من البسملة مع ذكر قصة عداس الذي أسلم بفضلها في عهد النبي مع ثلاث حكايات قصيرة حولها. | 1999  | [ 27 ] |
| نور القرآن (1-4)                                          | سلسلة قصصية مستوحاة من القرآن الكريم تتناول ليلة القدر ووحي السماء والقرآن أم السلطان وأساطير الأوليين. | 2001  | [ 28 ] |
| أطفالنا وعصر العلم والمعرفة                               | بها فصول أكثر حداثة، تحاول أن تسير للعاملين في ميدان الثقافة العامة للطفل مادة تعينهم على المزيد من البحث والدراسة، واكتساب الخبرة، لبناء ثقافي شامخ على أساس متين. | 2002  | [ 29 ] |
| تنمية ثقافة الطفل                                         | يتناول ثقافة الطفل العربي الواقع والآفاق، وتنمية قدرات الأطفال الناشئة، ودور الأسرة، وكتب الأطفال المتميزة، وصحافة الأطفال، والطفل والخيال، والطفل والمأثورات الشعبية. | 2002  | [ 30 ] |
| مدير المستقبل (1-6)                                       | يستعرض ما هي مهمات المدير، وما هي مسؤولياته..؟! وهل يمكن للطفل أن يكون مديرًا.. ؟! يتناول مبادئ بسيطة يمكن أن يتدرب الطفل عليها فتعينه في إدارة أموره وحياته ليكبر ويحقق أحلامه... وتتألف من المدير الصغير، مدير عام نفسه، كيف تقتل فكرة، الكوم الأخضر، هيا نختلف، وأبو شادي | 2008  | [ 31 ] |
| قصص طريفة من الأحاديث الشريفة (1-6)                       | مجموعة من أقاصيص الأطفال عن الحيوانات الوارد ذكرها في الأحاديث النبوية الشريفة، بها بعض التسلية والعظة والعبرة والمتعة والفائدة للكبار والصغار معًا. | 2007  | [ 32 ] |
| الكلب المعلم                                              | ترجمة لقصة لأديبة الأطفال النمساوية كريستينه نوستلنغر | 2001  | [ 33 ] |

### أعمال جديدة[34]
| العمل | الوصف                                            | مكان ودار النشر                       | العام |
| --- | ------------------------------------------------ | ------------------------------------- | ----- |
| الناس قادرون على أن يطيروا، جاك والشيطان، ذئب وبنت صغيرة                                                                | من تأليف فيرجينيا هاملتون وترجمة عبد التواب يوسف | القاهرة، الهيئة المصرية العامة للكتاب | 2002  |
| أسماء وحكايات (مجموعة قصصية)                                                                                            | رسوم سمير عزيز                                   | القاهرة، الهيئة المصرية العامة للكتاب | 2006  |
| من حكايات شهر زاد | رسوم نجوى شلبي                                   | القاهرة، الهيئة المصرية العامة للكتاب | 2006  |
| حكايات غير شعبية جدًا | رسوم صلاح بيصار                                  | القاهرة، الدار المصرية اللبنانية      | 2006  |
| الساعة الضائعة | رسوم جابر ناشد                                   | القاهرة، الهيئة العامة للاستعلامات    | 2007  |
| مولد الرسول في عيون فرفيون أندرسون: مشهد في القسطنينية لهانس كريستيان أندرسن تعريب عبد التواب يوسف ومن تقديم جابر عصفور | رسوم صلاح بيطار                                  | القاهرة، الدارالمصرية اللبنانية       | 2009  |
| أمين ملك الكتاب |                                                  | القاهرة، دار الهلال                   | 2009  |
| كوكب النبات الأخضر |                                                  | القاهرة، دار الطلائع للنشر والتوزيع   | 2010  |
| عروسة دوت كوم | رسوم ممـدوح طلعـت ومحمد سامي                     | القاهرة، كتب الهلال                   | 2010  |
| كوكب صغيرون |                                                  | القاهرة، دار الطلائع للنشر والتوزيع   | 2010  |
| الفوز الزائف (حكايات سلافة ونبهان)                                                                                      | رسوم إلهام القاضي                                | العراق، دار البراق لثقافة الطفل       | 2010  |
| حكايات شعبية تونيسية | رسوم نور                                         | القاهرة، المركز القومي لثقافة الطفل   | 2010  |
| منتمي | رسوم عادل البطراوي                               | القاهرة، الهيئة المصرية العامة للكتاب | 2010  |

### سلسلة أركان الإسلام 5 × 5[35]
| العمل                 | رسوم           | مكان ودار النشر            | العام |
| --------------------- | -------------- | -------------------------- | ----- |
| عيد التضحية           | عبد الشافي سيد | القاهرة، دار الكتاب المصري | 1989  |
| رسالة العيد           | عبد الشافي سيد | القاهرة، دار الكتاب المصري | 1989  |
| أول يوم العيد         | عبد الشافي سيد | القاهرة، دار الكتاب المصري | 1989  |
| الحج الطيب            | عبد الشافي سيد | القاهرة، دار الكتاب المصري | 1989  |
| الحجر الأسود          | عبد الشافي سيد | القاهرة، دار الكتاب المصري | 1989  |
| الدكتور رمضان         | عبد الشافي سيد | القاهرة، دار الكتاب المصري | 1989  |
| اللقاء الطريف         | عبد الشافي سيد | القاهرة، دار الكتاب المصري | 1989  |
| جامعة رمضان           | عبد الشافي سيد | القاهرة، دار الكتاب المصري | 1989  |
| شهر الإيمان           | عبد الشافي سيد | القاهرة، دار الكتاب المصري | 1989  |
| ليلة القدر            | عبد الشافي سيد | القاهرة، دار الكتاب المصري | 1989  |
| زكاة الفطر            | عبد الشافي سيد | القاهرة، دار الكتاب المصري | 1989  |
| مانع الزكاة           | عبد الشافي سيد | القاهرة، دار الكتاب المصري | 1989  |
| حق الله               | عبد الشافي سيد | القاهرة، دار الكتاب المصري | 1989  |
| مال المسلمين          | عبد الشافي سيد | القاهرة، دار الكتاب المصري | 1989  |
| القرض الحسن           | عبد الشافي سيد | القاهرة، دار الكتاب المصري | 1989  |
| بيت الله              | عبد الشافي سيد | القاهرة، دار الكتاب المصري | 1989  |
| الكروان               | عبد الشافي سيد | القاهرة، دار الكتاب المصري | 1989  |
| مسألة الحساب          | عبد الشافي سيد | القاهرة، دار الكتاب المصري | 1989  |
| الجامع                | عبد الشافي سيد | القاهرة، دار الكتاب المصري | 1989  |
| ليلة فرضت فيها الصلاة | عبد الشافي سيد | القاهرة، دار الكتاب المصري | 1989  |
| الله أكبر             | عبد الشافي سيد | القاهرة، دار الكتاب المصري | 1989  |
| سبحان الله            | عبد الشافي سيد | القاهرة، دار الكتاب المصري | 1989  |
| الاعتماد على الله     | عبد الشافي سيد | القاهرة، دار الكتاب المصري | 1989  |
| الرازق الرازق         | عبد الشافي سيد | القاهرة، دار الكتاب المصري | 1989  |
| المؤمن الصغير         | عبد الشافي سيد | القاهرة، دار الكتاب المصري | 1989  |

#### سلسلة لغة السلام للأطفال والنشء
| العمل                | الوصف           | مكان ودار النشر                     | العام |
| -------------------- | --------------- | ----------------------------------- | ----- |
| حوار أم شجار أم نقار | رسوم شريف البنا | القاهرة، الهيئة العامة للاستعلامات. | 2006  |
| ما عليه شيء          | شريف البنا      | القاهرة، الهيئة العامة للاستعلامات. | 2006  |
| المسامع كريم         | شريف البنا      | القاهرة، الهيئة العامة للاستعلامات. | 2006  |

#### سلسلة قصص معجزات الأنبياء
| العمل               | الوصف     | مكان ودار النشر                     | العام |
| ------------------- | --------- | ----------------------------------- | ----- |
| معجزة النبي إبراهيم | محمد نبيل | القاهرة، دار اللطائف للنشر والتوزيع | 2006  |
| معجزة النبي نوح     | محمد نبيل | القاهرة، دار اللطائف للنشر والتوزيع | 2006  |
| معجزة النبي يوسف    | محمد نبيل | القاهرة، دار اللطائف للنشر والتوزيع | 2006  |
| معجزة النبي صالح    | محمد نبيل | القاهرة، دار اللطائف للنشر والتوزيع | 2006  |
| معجزة النبي سليمان  | محمد نبيل | القاهرة، دار اللطائف للنشر والتوزيع | 2006  |
| معجزة النبي أيوب    | محمد نبيل | القاهرة، دار اللطائف للنشر والتوزيع | 2006  |
| معجزة النبي يونس    | محمد نبيل | القاهرة، دار اللطائف للنشر والتوزيع | 2006  |
| معجزة النبي موسى    | محمد نبيل | القاهرة، دار اللطائف للنشر والتوزيع | 2006  |
| معجزة النبي عيسى    | محمد نبيل | القاهرة، دار اللطائف للنشر والتوزيع | 2006  |
| معجزة النبي محمد    | محمد نبيل | القاهرة، دار اللطائف للنشر والتوزيع | 2006  |

#### سلسلة هيا نتثقف
| العمل                 | الوصف         | مكان ودار النشر                                 | العام |
| --------------------- | ------------- | ----------------------------------------------- | ----- |
| سحر النغم             | عادل البطراوي | القاهرة، دار الكتاب المصري ودار الكتاب اللبناني | 2008  |
| النبع العذب سحر النغم | عادل البطراوي | القاهرة، دار الكتاب المصري ودار الكتاب اللبناني | 2008  |
| القط المثقف           | عادل البطراوي | القاهرة، دار الكتاب المصري ودار الكتاب اللبناني | 2008  |
| فضيلة النمو           | عادل البطراوي | القاهرة، دار الكتاب المصري ودار الكتاب اللبناني | 2008  |
| الهرم المدرج          | عادل البطراوي | القاهرة، دار الكتاب المصري ودار الكتاب اللبناني | 2008  |
| مجمع الفنون           | عادل البطراوي | القاهرة، دار الكتاب المصري ودار الكتاب اللبناني | 2008  |
| سلام الشجعان          | عادل البطراوي | القاهرة، دار الكتاب المصري ودار الكتاب اللبناني | 2008  |
| الفنون أحيانًا جنون    | عادل البطراوي | القاهرة، دار الكتاب المصري ودار الكتاب اللبناني | 2008  |
| سعادتي: الثقافة       | عادل البطراوي | القاهرة، دار الكتاب المصري ودار الكتاب اللبناني | 2008  |
| نحو ثقافة جديدة       | عادل البطراوي | القاهرة، دار الكتاب المصري ودار الكتاب اللبناني | 2008  |

#### سلسلة أحلى رحلة
| العمل                | الوصف         | مكان ودار النشر      | العام |
| -------------------- | ------------- | -------------------- | ----- |
| هيا بنا إلى باريس    | عادل البطراوي | القاهرة، دار المعارف | 2008  |
| هيا بنا إلى روما     | عادل البطراوي | القاهرة، دار المعارف | 2008  |
| هيا بنا إلى لندن     | عادل البطراوي | القاهرة، دار المعارف | 2008  |
| هيا بنا إلى برلين    | عادل البطراوي | القاهرة، دار المعارف | 2008  |
| هيا بنا إلى مدريد    | عادل البطراوي | القاهرة، دار المعارف | 2008  |
| هيا بنا إلى جنيف     | عادل البطراوي | القاهرة، دار المعارف | 2008  |
| هيا بنا إلى صوفيا    | عادل البطراوي | القاهرة، دار المعارف | 2008  |
| هيا بنا إلى ستوكهولم | عادل البطراوي | القاهرة، دار المعارف | 2008  |

#### سلسلة بطولات فلسطينية
| العمل                 |                 | مكان ودار النشر             | العام |
| --------------------- | --------------- | --------------------------- | ----- |
| ريم وخدعة العكازين    | ماهر عبد القادر | الجيزة، مركز الإعلام العربي | 2010  |
| هيئة الشهيدة الموهوبة | ماهر عبد القادر | الجيزة، مركز الإعلام العربي | 2010  |
| سناء قفزة الشهادة     | ماهر عبد القادر | الجيزة، مركز الإعلام العربي | 2010  |
| هنادي في مطعم الرعب   | ماهر عبد القادر | الجيزة، مركز الإعلام العربي | 2010  |
| وفاء وحزام البطولة    | ماهر عبد القادر | الجيزة، مركز الإعلام العربي | 2010  |

### سلسلة حكايات الشعوب
- تل النمل.. وحكايات أخرى من أندونسيا.
- توكينارو وحكايات أخرى من اليابان.
- الفراشة الصفراء.. وحكايات أخرى من إفريقيا.
- الطاووس الأبيض وحكايات أخرى من إسبانيا.
- من يفوز وحكايات أخرى من السُّلاف.
- حضرة العمدة وحكايات أخرى من السُّلاف.

## الجوائز
حصل عبد التواب يوسف على العديد من الجوائز والأوسمة مثل: جائزة معرض بولونيا الدولي لكتب الأطفال 2000 عن كتاب حياة محمد في عشرين قصة؛ جائزة الدولة في أدب الأطفال عام 1975؛ وجائزة اليونسكو العالمية في محو الأمية 1975؛ وجائزة الدولة التقديرية في ثقافة الطفل عام 1981؛ وجائزة الملك فيصل في الأدب العربي 1991؛ وجائزة القوات المسلحة عن أدب أكتوبر عام 1992؛ والجائزة الأولى في مسابقة أحسن كاتب للأطفال عام 1998؛ وجائزة سوزان مبارك في عامي 1999 و2000؛ ووسام العلوم والفنون من الطبقة الأولى؛ ووسام الجمهورية من الطبقة الثانية؛ والميدالية الذهبية من اتحاد الإذاعات العربية.

## جهوده بالوطن العربي
زار عبد التواب يوسف دولة الإمارات العربية المتحدة 3 مرات لمتابعة جهود محو الأمية للارتقاء بعقل الطفل العربي، بالإضافة إلى مشاركاته في ندوات وأنشطة لمحو أمية الأطفال في أكثر من بلد عربي؛ والشارقة لحضور فاعليات مهرجان ثقافة الأطفال وحضور ندوة دبي حول أدب الأطفال عام 2004. وزار قطر مبعوثًا من هيئة اليونسكو 3 مرات ومثلها للمشاركة في ندوات تتعلق بالطفولة؛ وزار الكويت أكثر من 10 مرات؛ وزار البحرين 6 مرات وأيضًا دمشق والسودان وليبيا وتونس و10 رحلات للسعودية وزيارة واحدة لكل من المغرب والجزائر كما زار إنجلترا وفرنسا وإيطاليا وسويسرا وبلغاريا وتشيكوسلوفاكيا وأمريكا وكندا وقام برحلات لأقطار الوطن العربي 117 رحلة بجانب 40 رحلة إلى أمريكا وكندا وأوروبا والشرق الأقصى وأسس ورأس جمعية ثقافة الأطفال منذ عام 1968.

### قالوا عنه

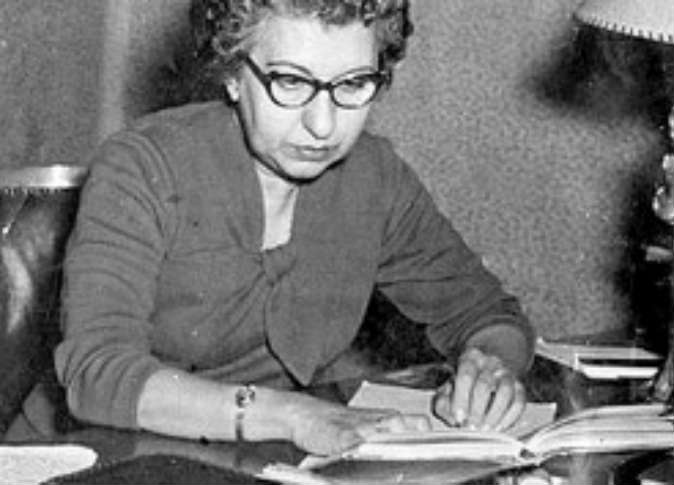
سهير القلماوي.

يُطلق على الكاتب لقب رائد أدب الأطفال في الوطن العربي، إلا أنه دومًا ما كان يرفض ذلك، معللًا بذلك «أنا لست رائدًا ولا أحب هذه التسمية، فالرائد الحقيقي هو كامل كيلاني، وقد سرت على درب هذا الرجل، وأنا أعده أهم من أندرسون لأنه قام بابتكار 10 قنوات لثقافة الأطفال. ففي المرح، ألف قصصًا حول جحا، وقام بتأليف قصص دينية، فألف قصصًا عن السيرة النبوية في 30 كتابًا، وأضاف العلوم، لكنه بالنسبة للوقت الذي كان فيه كانت فقط عبارة عن أحياء، اهتم بالحيوانات والنباتات فقط، فلم تكن هناك فيزياء وكيمياء وتقنية كما هو الحال في عصرنا، وأنا أؤمن هنا بمقولة شهيرة لبرنارد شو حيث يقول: إنني لا أشبه شكسبير لكنني أقف على أكتافه. لذلك فقد طورت بعد كامل كيلاني وبيني وبينه 50 عامًا».
أما بالوطن العربي، أُطلق عليه عمدة كتّاب الأطفال العرب، وقد أشاد به الكثيرون من المثقفين والشخصيات العربية والعالمية؛ حيث قالت عنه سهير القلماوي: «إن هناك كثيرين يكتبون للأطفال. لكن القليلين فقط هم الذين أنتجوا أدبًا حقيقيًا، وعبد التواب يوسف في طليعتهم كمًا وكيفًا». بينما قال عنه ديسان رول، رئيس الهيئة الدولية لكتب الأطفال: «إن مكتبة عبد التواب يوسف هي أكبر مكتبة أطفال موجودة في بيت في كل العالم، ومؤلفاته ينطبق عليها نفس الشيء».

## من أقواله
«كاتب الأطفال مخلوق له خصوصيته الناشئة عن أنه يتقمص شخصية الصغير حين يخاطبه، ويحاول أن يتبسط، ويرجع إلى النبع يستقي منه مادته، وموضوعاته وهو خلال ذلك يفتش عن كلمات داخلة في قاموس الطفل واضعًا نصب عينيه ميوله ورغباته، احتياجاته ودوافعه، راجيًا أن يكون ممتعًا وهذه هي طفولتي.»

## وفاته
قال الكاتب المصري عصام يوسف أن أباه كاتب الأطفال عبد التواب يوسف قد تُوفي بعد ظهر يوم الاثنين 28 سبتمبر 2015 عن عمر ناهز السابعة والثمانين إثر أزمة صحية ألمت به في أغسطس من نفس العام، تاركًا أكثر من ألف كتاب للأطفال، ليُحقق بذلك رقم قياسي لكاتب في مصر والعالم. وأضاف يوسف في اتصال مع رويترز أن أباه عانى بعض الأمراض في الأشهر الأخيرة وأنه فقد الحماس لكل شيء منذ توقف عن الإمساك بالقلم منذ نحو ستة أشهر. وقد أقيم العزاء في مسجد الحصري بمدينة السادس من أكتوبر.